# Centrale des règlements interbancaires
Pour les articles homonymes, voir CRI.
La Centrale des Règlements Interbancaires (CRI) est une compagnie privée qui gère les paiements et règlements de gros montants de la plateforme euro, connectée à TARGET.
Elle intègre un règlement brut et net (RTGNS -Real-Time Gross and Net Settlement) dans la monnaie de la banque centrale, en visant des opérations en temps réel.
Elle a été créée le 14 janvier 1995 et a été remplacée par Trans European Automated Real Time Gross Settlement Express Transfer (Target 2) en 2008.